# لازورد أرمينوس
اللازورد أرمينوس، المعروف أيضًا باسم الحجر الأرمني أو اللازورد ستيلاتوس، في التاريخ الطبيعي، عبارة عن مجموعة متنوعة من الأحجار الكريمة تشبه "اللَازَوَرْد أو العَوْهَق (بالإنجليزية: lapis lazuli)‏"، إلا أنها أكثر نعومة، وبدلاً من عروق معدن البيريت، تختلط باللون الأخضر، يشبه اللازورد لدرجة أنه لم يتم تمييزه عنه غالبًا، على سبيل المثال، يعامل قاموس ويبستر «قاموس ويبستر المنقح غير المختصر» المصطلحين على أنهما مترادفان.
يُعَرف موقع التاريخ البريطاني على الإنترنت «التاريخ البريطاني على الإنترنت» اللازورد بأنه حجر أرميني أو أزوريت، وهو كربونات نحاسية أساسية تحدث بشكل طبيعي، أصله من أرمينيا، ولاحقًا من ألمانيا، حيث تم تحضير البايس (طلاء أخضر أو أزرق يحضر من بيكربونات النحاس)، غالبًا ما يتم العثور عليه مع كربونات نحاسية أخرى، كالملكيت (كربونات النحاس القاعدية) الذي تم تحضير البايس الأخضر منه، وربما لأنهما كانا كلاهما أزرق، فقد أسيء تفسيره أحيانًا على أنه يعني العَوْهَق. يعتقد هيرمان بورهاف أنه بدلاً من ذلك، يتم تصنيفه بين أشباه المعادن، وافترض أنه يتكون من معدن وأرض، وأضاف أنه يختلف فقط عن العَوْهَق، في درجة النضج، ويبدو أن كلاهما يحتوي على الزرنيخ.
تم العثور عليه في تيرول، المجر، وترانسيلفانيا، واستخدمت في أعمال الفسيفساء، لجعل اللون الأزرق السماوي، وكعلاج للكآبة.
تشير موسوعة بيرثينسيس لعام 1816 إلى أن الحجر الأرمني أو اللازورد تم إحضاره قديماً من أرمينيا، ولكنه موجود الآن في ألمانيا، وتيرول.